# بخش خنرال ویامونت
بخش خنرال ویامونت (به اسپانیایی: Partido de General Viamonte) یک منطقهٔ مسکونی در آرژانتین است که در استان بوئنوس آیرس واقع شده‌است. بخش خنرال ویامونت ۲٬۱۵۰ کیلومتر مربع مساحت و ۱۷٬۶۴۱ نفر جمعیت دارد.